# Zmarli w sierpniu 2010

## Sierpień 2010
- 31 sierpnia
  - Laurent Fignon, francuski kolarz, dwukrotny zwycięzca Tour de France, zwycięzca Giro d'Italia w 1989 roku[1]
  - Władimir Szkodrow, bułgarski astronom[2]
- 30 sierpnia
  - Alain Corneau, francuski reżyser filmowy[3]
  - Henryk Czapczyk, polski piłkarz, żołnierz AK, uczestnik powstania warszawskiego[4]
  - Francisco Varallo, argentyński piłkarz, reprezentant Argentyny[5]
- 28 sierpnia
  - Daniel Ducarme, belgijski polityk, parlamentarzysta[6]
  - Sinan Hasani, kosowski, serbski i jugosłowiański polityk, prezydent SFRJ (1986-1987)[7]
- 27 sierpnia
  - Witold Dudziak, polski lekkoatleta (płotkarz) i architekt[8]
  - Anton Geesink, holenderski judoka, pierwszy złoty medalista igrzysk olimpijskich w judo nie pochodzący z Japonii[9]
- 26 sierpnia
  - Raimon Panikkar, hiszpański teolog, o korzeniach hinduskich[10]
- 24 sierpnia
  - Satoshi Kon, japoński reżyser anime[11]
  - William Saxbe, amerykański polityk, były senator i prokurator generalny USA[12]
- 22 sierpnia
  - Stjepan Bobek, chorwacki piłkarz i trener piłkarski[13]
- 21 sierpnia
  - Gheorghe Apostol, rumuński polityk, działacz komunistyczny, sekretarz generalny Rumuńskiej Partii Robotniczej[14]
- 20 sierpnia
  - Jan Błądek, polski chemik[15]
  - Kurt Ortmann, belgijski samorządowiec, przewodniczący Parlamentu Niemieckojęzycznej Wspólnoty Belgii (1985–1990)[16]
- 19 sierpnia
  - Gerhard Beil, wschodnioniemiecki polityk i dyplomata, minister handlu zagranicznego (1986–1990), członek Komitetu Centralnego SED (1981–1989)[17]
  - Anna Przecławska, polska pedagog[18]
- 18 sierpnia
  - Harold Connolly, amerykański lekkoatleta, specjalizujący się w rzucie młotem, mistrz olimpijski[19]
  - Ryszard Kosiński, polski kajakarz, olimpijczyk z Montrealu 1976[20]
  - Karol Hugo Parmeński, głowa książęcej rodziny Burbonów-Parmeńskich, książę Parmy i Piacenzy, karlistowski pretendent do tronu Hiszpanii[21]
  - Zdzisław Remiszewski, polski działacz partyjny i państwowy, wicewojewoda ostrołęcki (1983–1984)[22]
- 17 sierpnia
  - Francesco Cossiga, włoski polityk, prezydent (1985–1992), premier (1979–1980)[23]
  - Ludvík Kundera, czeski pisarz, poeta, tłumacz[24]
- 16 sierpnia
  - Nicola Cabibbo, włoski fizyk, profesor Sapienzy – Uniwersytetu w Rzymie[25]
  - Paul Hatry, belgijski polityk i ekonomista, minister finansów (1980) i Regionu Stołecznego Brukseli (1983–1985)[26]
  - Zofia Korbońska, polska działaczka niepodległościowa[27]
  - Stanisław Zięba, polski trener, współtwórca polskiego biathlonu[28]
- 15 sierpnia
  - Anna Kľuková, słowacka śpiewaczka operowa (sopran liryczny)[29]
- 14 sierpnia
  - Abbey Lincoln, amerykańska wokalistka jazzowa, aktorka[30]
- 13 sierpnia
  - Lance Cade, amerykański profesjonalny wrestler[31]
- 12 sierpnia
  - Isaac Bonewits, amerykański pisarz, okultysta, założyciel organizacji Ár nDraíocht Féin (A Druid Fellowship)[32]
  - Laurence Gardner, brytyjski pisarz[33]
  - Guido de Marco, maltański polityk, prezydent Malty[34]
  - Artur Olech, polski bokser, medalista olimpijski[35]
  - Jurij Spiridonow(inne języki), radziecki i rosyjski polityk, I sekretarz KPZR w Komijskiej ASRR (1989–1990), przywódca Republiki Komi (1990–2002)[36]
- 11 sierpnia
  - Dan Rostenkowski, amerykański polityk, polskiego pochodzenia[37]
  - Bruno Schleinstein, niemiecki aktor[38]
  - Zofia Wardyńska-Wojewódzka, polska siatkarka, reprezentantka Polski, wicemistrzyni świata[39]
- 10 sierpnia
  - Séamus Dolan, irlandzki polityk, nauczyciel i rolnik, przewodniczący Seanad Éireann (1977–1981)[40]
  - Antonio Pettigrew, amerykański lekkoatleta, sprinter, mistrz świata[41]
- 9 sierpnia
  - Lech Boguszewicz, polski lekkoatleta, długodystansowiec[42]
  - Algis Rimas, litewski polityk, inżynier, samorządowiec[43]
  - Ted Stevens, amerykański polityk[44]
- 8 sierpnia
  - Olga Jakowlewa, rosyjska koszykarka[45]
  - Patricia Neal, amerykańska aktorka[46]
  - Massamasso Tchangai, togijski piłkarz, reprezentant Togo[47]
- 7 sierpnia
  - Leonid Gorbenko, rosyjski polityk, gubernator obwodu królewieckiego (1996-2000)[48]
  - Zygmunt Malacki, polski duchowny katolicki, wieloletni proboszcz parafii św. Stanisława Kostki[49]
  - Wanda Pacuła, polska koszykarka, reprezentantka Polski, żona Tadeusza Pacuły[50]
  - Wiesław Sadowski, polski ekonomista, rektor SGH (1965-1978), prezes GUS (1980-1989)[51]
- 6 sierpnia
  - Tony Judt, brytyjski historyk[52]
- 5 sierpnia
  - Godfrey Binaisa, ugandyjski polityk, prezydent Ugandy[53]
- 3 sierpnia
  - Edmund Zientara, polski piłkarz i trener[54]
- 1 sierpnia
  - Robert F. Boyle, amerykański scenograf[55]
  - Józef Turbasa, polski krawiec, mistrz krawiectwa[56]